# 埃尔夫雷斯诺
埃尔夫雷斯诺，是西班牙卡斯蒂利亚-莱昂阿维拉省的一个市镇。 总面积13km2, 总人口493人（2001年），人口密度38人/km2。